# Augusto Vargas Alzamora
Pour les articles homonymes, voir Vargas.
Augusto Vargas Alzamora, né le 6 novembre 1922 à Lima (Pérou) et mort le 4 septembre 2000 dans la même ville, est un prêtre jésuite péruvien. Vicaire apostolique de Jaén en Peru en 1978, il est nommé archevêque de Lima en 1989, et fait cardinal par Jean-Paul II le 26 novembre 1994.

## Biographie

### Formation et évêque de Jaén
Augusto Vargas entre dans la Compagnie de Jésus le 9 mars 1940. Son noviciat terminé, il entame le cours traditionnel de la formation jésuite avec des études de philosophie au scolasticat de San Miguel, en Argentine, et à Madrid. Il poursuit ses études à Grenade (Espagne) et à l'université nationale principale de San Marcos à Lima, où il obtient un doctorat en pédagogie. Augusto Vargas Alzamora est ordonné prêtre le 15 juillet 1955. 
Le pape Paul VI le nomme vicaire apostolique de Jaén, au Pérou (et évêque titulaire de Cissi (de)) le 8 juin 1978. Il est consacré évêque le 15 août 1978 par le cardinal Carlo Furno. 
Influent et apprécié parmi ses pairs, il est élu secrétaire général de la Conférence épiscopale péruvienne en 1982 et est par deux fois réélu à ce poste. Il en est le président de 1993 à 1999. Pour se consacrer au travail de la conférence, il démissionne du gouvernement pastoral du vicariat en 1985.

### Cardinal-archevêque de Lima
Le 30 décembre 1989, Jean-Paul II le nomme archevêque de Lima, un poste qu’il garde jusqu’en 1999. Atteint par la limite d’âge, il donne alors sa démission, et Juan Luis Cipriani Thorne lui succède. Après sa retraite en tant qu'archevêque, il continue jusqu'à sa mort, son ministère pastoral dans un refuge pour sans-abris qu’il avait fondé à Lima.
Comme archevêque de Lima (et président de la conférence des évêques), il s’oppose fréquemment au président péruvien Alberto Fujimori, lui rappelant son devoir de respecter les droits fondamentaux de l'homme et les formes démocratiques dans l’exercice du pouvoir. Plus tard, il critique sévèrement les programmes gouvernementaux de planification familiale car ils sont toujours dirigés vers les plus pauvres.
Entre-temps, le pape Jean-Paul II l'élève au cardinalat au consistoire du 26 novembre 1994, avec le titre de la paroisse Saint-Robert-Bellarmin de Rome. 
Le cardinal Vargas meurt à Lima (Pérou) le 4 septembre 2000.

## Source
- (en) Fiche sur catholic-hierarchy.org.